# جين يان
جين يان (بالصينية: 金嫣) (27 يوليو 1972 في الصين - ) هي لاعبة كرة قدم صينية في مركز الهجوم، شاركت في الألعاب الأولمبية الصيفية 2000.

## وصلات خارجية
- جين يان على موقع الاتحاد الدولي (مؤرشف)  (الإنجليزية)
- جين يان على موقع قاعدة بيانات كرة القدم.إي يو (الإنجليزية)
- جين يان على موقع أوليمبيديا (الإنجليزية)